# Buchs (São Galo)
Buchs é uma comuna da Suíça, no Cantão São Galo, com cerca de 10 634 habitantes. Estende-se por uma área de 15,95 km², de densidade populacional de 667 hab/km². Confina com as seguintes comunas: Eschen (LI), Gams, Grabs, Schaan (LI), Sennwald, Sevelen, Vaduz (LI).
A língua oficial nesta comuna é o alemão.

## Personalidades
- Heinrich Rohrer (1933–2013), Prémio Nobel de Física de 1986